# Eläintarhanajot
Eläintarhanajot (tudi Velika nagrada Finske) je bila finska dirka za Veliko nagrado, ki je potekala med letoma 1932 in 1939 v parku Eläintarharata v Helsinkih. V sezonah 1952 in 1953 pa je bila Eläintarhanajot neprvenstvena dirka Formule 1. 

## Zmagovalci
| Leto | Dirkač                | Moštvo                 | Poročilo |
| ---- | --------------------- | ---------------------- | -------- |
| 1932 | Per-Viktor Windengren | Mercedes-Benz SSK      | Poročilo |
| 1933 | Karl Ebb              | Mercedes-Benz SSK      | Poročilo |
| 1934 | Eugen Bjørnstad       | Alfa Romeo Monza 2.3L  | Poročilo |
| 1935 | Karl Alfred Ebb       | Mercedes Benz SSK 7.1L | Poročilo |
| 1936 | Eugen Bjørnstad       | Alfa Romeo Monza 2.3L  | Poročilo |
| 1937 | Hans Rüesch           | Alfa Romeo 8C-35 3.8L  | Poročilo |
| 1939 | Adolf Westerblom      | Alfa Romeo Monza 2.6L  | Poročilo |
| 1952 | Roger Laurent         | Talbot-Lago            | Poročilo |
| 1953 | Rodney Nuckey         | Cooper T23             | Poročilo |